# 虹のプレリュード
『虹のプレリュード』（にじのプレリュード）は、手塚治虫の漫画。19世紀のロシア帝国軍によるポーランド侵攻時代の音楽家の姿を描いた音楽漫画である。『週刊少女コミック』（小学館）1975年10月5日号から10月26日号まで連載された。

## 概要
フレデリック・ショパンの練習曲作品10-12（第12番）（通称「革命」）に材を採っている。作者である手塚はクラシック音楽好きで知られるが、本作品では音楽の曲自体や奏法には主眼を置かず、学生たちの恋愛と、国を愛する人々の戦いという2点に力点が置かれている。
手塚が少女漫画誌に連載した最後の作品である。

## あらすじ
舞台は19世紀のポーランド。ルイズ・コルドックは、心臓マヒで急死した兄・ルネになりすましてワルシャワ中央音楽院に入る。ワルシャワにやって来たルイズは、古道具屋で道を尋ねたときに、店の店員・ヨーゼフからフレデリック・フランソワという天才青年音楽家がワルシャワ中央音楽院に在学していることを知らされる。音楽院でフレデリックの才能に触れたルイズはフレデリックに惹かれていく。
ある日、ルイズたちが広場で酒盛りを楽しんでいると、ロシアの兵隊が反逆者のリストを持った者をあぶりだすためと称して、ルイズたちの身体検査を強行しようとする。女性であることが露見することを恐れたルイズは身体検査に頑強に抵抗するが、そんなルイズをかばうかのように、ヨーゼフが「自分がリストを持っている」と名乗りをあげる。実はヨーゼフはロシアの支配からポーランドを解放するために活動するレジスタンス組織の一員だったのである。
その夜、下宿で女性の姿に戻ってくつろいでいたルイズの下にロシア兵に追われたヨーゼフが逃げ込んでくる。その後もたびたびヨーゼフをかくまったルイズはヨーゼフに感化され、次第に祖国・ポーランドへの愛を自覚していく。

## 登場人物
ルイズ・コルドック
ワルシャワ中央音楽院の学生。「天才少年」と言われるほどピアノの才能をうたわれ、ワルシャワ中央音楽院に合格していながら、志半ばで死んだ兄の意志を受け継ぐために、ルネ・コルドックと兄の名前を名乗って音楽院に入学する。ピアニスト志望で、フレデリック・フランソワの才能を愛していたが、ヨーゼフと触れ合ううちに次第に祖国・ポーランドを守り抜くことも音楽と同じように重要だと考えるようになる。やがて、ヨーゼフと愛し合うようになるが、ヨーゼフをかばってロシア兵に射殺される。
ヨーゼフ
レジスタンスの青年。ワルシャワ中央音楽院の学生だったが、レジスタンスに関与したために退学処分となり、古道具屋の店員となる。十一月蜂起の失敗後、ロシア兵に追われ、ルイズの下に逃げ込むが、ルイズがロシア兵の気をそらすためにロシア国歌などを演奏してロシア兵に媚びているのを見ているのが我慢出来なくなり、姿を現してしまう。ルイズと共にロシア兵に射殺される。
フレデリック・フランソワ
ワルシャワ中央音楽院の学生。在学中から音楽の才能を開花させ、音楽院を一番で卒業する。ロシアに圧迫されるポーランドの現状を見て、音楽家としての才能を伸ばすためにパリに出ることを決意する。ルイズの正体を見破って、愛を告白し、「一緒にパリに行こう」と勧めるが、ルイズがポーランドに残ることを決断したため、やむなく単身パリに向かった。その途上で革命（十一月蜂起のこと）失敗の報を聞き、同胞より音楽を選ぶ形で出国したことを後悔し、練習曲作品10-12（第12番）（通称「革命」）を作曲する。実は、フレデリック・フランソワとはフレデリック・ショパンのことである（かなり初期に明らかにされる）。本作ではフレデリック・フランソワ自身が「革命」と副題を付けているが、実際は「革命」という副題はリストが命題したものである。
イワノフ
ロシア軍大尉。レジスタンスの弾圧を任務とする冷酷非情な軍人。ヨーゼフの行方を追っている。ルイズに好意を抱き、モスクワ行きを勧める。レジスタンス狩をしている最中にルイズの下宿を家宅捜索するが、その時に現れたヨーゼフを撃とうとして、ルイズを撃ってしまう。
クッキ・ハンドメイド
ワルシャワ中央音楽院の学生。学校の授業よりガールハントを優先させる学生で、そのため音楽院を落第してしまう。

## 単行本
『手塚治虫漫画全集87 虹のプレリュード』（講談社、1977年）に収録。

## ミュージカル
漫画『虹のプレリュード』を原作として、乃木坂46メンバー生田絵梨花がミュージカル初主演で、「テニスの王子様」などのミュージカル演出を手掛ける上島雪夫が演出・振付を担当し、2.5次元ミュージカル制作のネルケプランニングの松田誠がプロデュースしたミュージカル作品。
- 日程：2014年10月2日 - 5日
- 劇場：天王洲 銀河劇場

### スタッフ
- 演出・振付：上島雪夫
- 脚本・作詞：浅井さやか
- 音楽：かみむら周平
- 美術：松井るみ
- プロデューサー：松田誠
- 主催：ネルケプランニング

### キャスト
- ルイズ・コルドック役：生田絵梨花（乃木坂46）
- ヨーゼフ役：中河内雅貴
- フレデリック・フランソワ・ショパン役：中村誠治郎
- イワノフ役：石井一彰
- コンスタンツィア・グラドコフスカ役：フランク莉奈
- ゲオルグ役：上田悠介
- ルーペク役：安崎求